# Дуинген
Дуинген (њем. Duingen) општина је у њемачкој савезној држави Доња Саксонија. Једно је од 40 општинских средишта округа Хилдесхајм. Према процјени из 2010. у општини је живјело 2.943 становника. Посједује регионалну шифру (AGS) 3254037.

## Географски и демографски подаци
Дуинген се налази у савезној држави Доња Саксонија у округу Хилдесхајм. Општина се налази на надморској висини од 193 метра. Површина општине износи 30,7 km². У самом мјесту је, према процјени из 2010. године, живјело 2.943 становника. Просјечна густина становништва износи 96 становника/km².

## Међународна сарадња
| Мјесто   | Држава    | Врста сарадње | Од    |
| -------- | --------- | ------------- | ----- |
| Вилфањан | Француска | партнерство   | 1979. |
| Извор    |           |               |       |